# Hamidullah Khan
Hamidullah Khan (Bhopal, 9 settembre 1894 – Bhopal, 4 febbraio 1960) fu nawab di Bhopal dal 1926 al 1949.

## Biografia

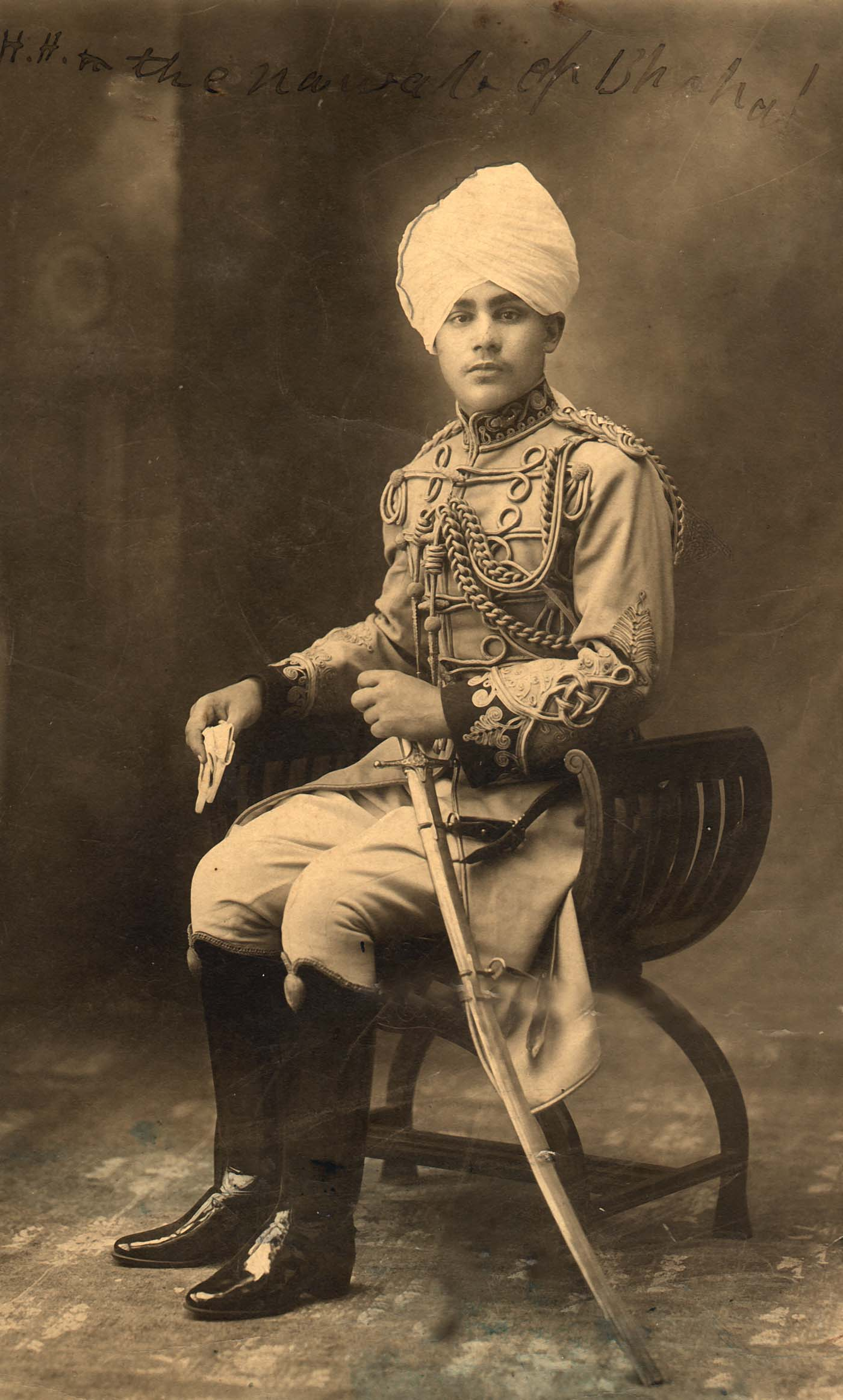
Il giovane nawab in una fotografia dell'epoca

Hamidullah Khan nacque a Bhopal il 9 settembre 1894. Frequentò il MAO college (oggi Aligarh Muslim University) diplomandosi nel 1905 e frequentando poi la Allahabad University dove si laureò in legge nel 1915. Divenne cancelliere della Aligarh Muslim University dal settembre del 1930, rimanendo in carica sino all'aprile del 1935.
Governò dal 1926 quando sua madre, la begum Sultan Jahan, abdicò in suo favore, sino al 1949. Delegato della Round Table Conference di Londra, fu Cancelliere della Camera dei Principi indiani dal 1944 al 1947, sino all'indipendenza dell'India. Durante la seconda guerra mondiale, il nawab Hamidullah Khan combatté al fianco degli inglesi, presenziando alla battaglia di Keren ed alla battaglia di El Alamein. Come regnante, fu estremamente popolare nel suo popolo e fu amico personale di Muhammad Ali Jinnah, fondatore del moderno Pakistan. Fu anche amico personale di Louis Mountbatten, viceré e governatore generale dell'India. Malgrado la sua iniziale opposizione, finì per aderire all'Unione Indiana col suo stato.
Morì a Bhopal il 4 febbraio 1960.

## Matrimonio e figli

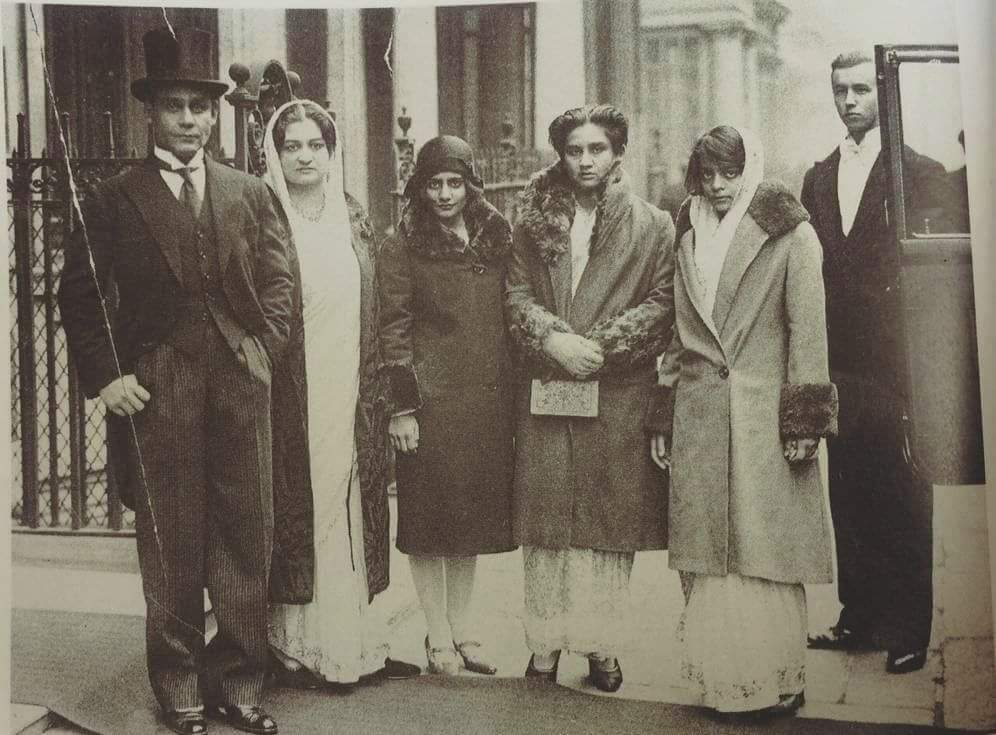
La famiglia reale di Bhopal: da sinistra a destra - nawab Hamidullah Khan, sua moglie Maimoona Sultan, le loro figlie - Rabia Sultan, Abida Sultan, Sajida Sultan a Londra

Il 5 settembre 1925 a Peshawar, il nawab Hamidullah Khan sposò Maimoona Sultan Shah Banu Begum Sahiba (1900–1982), pronipote di Shah Shuja dell'Afghanistan. La coppia ebbe tre figlie:
- 1. Suraya Jah, Nawab Gowhar-i-Taj, Abida Sultan Begum Sahiba
- 2. HH Sikander Saulat, Iftikhar ul-Mulk, Nawab Mehr-i-Taj Sajida Sultan Begum Sahiba, Nawab Begum of Dar ul-Iqbal-i-Bhopal
- 3. Nawabzadi Qamar-i-Taj Dulhan Rabia Sultan Begum Sahiba (1916–2001). Si sposò due volte ed ebbe un figlio e una figlia.

Nel 1947, sposò Aftab Jahan Begum Sahiba (1919–2002), figlia di una nobile famiglia di Bhopal La coppia ebbe una figlia:
- 4. Farzana Begum Sahiba (1948)